# Список экорегионов Эфиопии
Ниже приведён список экорегионов в Эфиопии, о чём свидетельствует Всемирный фонд дикой природы.

## Наземные экорегионы
по основным типам местообитаний

### Тропические и субтропические влажные широколистные леса
- Эфиопские горные леса

### Тропические и субтропические луга, саванны и кустарники
- Восточные Суданские саванны
- Лесная саванна бассейна Виктории
- Сахельская акациевая саванна
- Северные чащи и кустарниковые заросли акации и коммифоры
- Сомалийские чащи и кустарниковые заросли акации и коммифоры

### Затопляемые луга и саванны
- Затопленные луга Сахары

### Альпийские луга
- Эфиопские горные вересковые пустоши
- Эфиопские горные луга и редколесья

### Пустыни и засухоустойчивые кустарники
- Масайские ксерические кустарники и луга
- Эфиопские ксерические луга и кустарниковые степи